# Olmiccia
Olmiccia település Franciaországban, Corse-du-Sud megyében. Lakosainak száma 116 fő (2022. január 1.). Olmiccia Sainte-Lucie-de-Tallano, Arbellara, Granace, Loreto-di-Tallano és Sartène községekkel határos.

## Népesség
A település népességének változása:
| Lakosok száma | 71   | 94   | 82   | 99   | 109  | 119  | 122  | 124  | 119  | 116  |
|               | 1968 | 1982 | 1999 | 2006 | 2011 | 2015 | 2017 | 2018 | 2020 | 2022 |